# Andrea Benvenuti
Andrea Benvenuti (ur. 13 grudnia 1969 w Negrarze) – włoski lekkoatleta specjalizujący się w biegach średniodystansowych, dwukrotny uczestnik letnich igrzysk olimpijskich (Barcelona 1992, Atlanta 1996), mistrz Europy w biegu na 800 metrów (Helsinki 1994).

## Sukcesy sportowe
- mistrz Włoch w biegu na 800 m – 1992[1]
- halowy mistrz Włoch w biegu na 800 m – 1991[2]

| Rok  | Miasto    | Zawody                      | Konkurencja   | Wynik         |
| ---- | --------- | --------------------------- | ------------- | ------------- |
| 1992 | Barcelona | letnie igrzyska olimpijskie | bieg na 800 m | 5. miejsce    |
| 1992 | Hawana    | Puchar Świata               | bieg na 800 m | brązowy medal |
| 1994 | Helsinki  | mistrzostwa Europy          | bieg na 800 m | złoty medal   |

## Rekordy życiowe
- bieg na 600 m – 1:15,13 – Sestriere 28/07/1993
- bieg na 800 m – 1:43,92 – Monako 11/08/1992
- bieg na 1000 m – 2:15,76 – Nuoro 12/09/1992
- bieg na 1500 m – 3:41,60 – Rzym 02/05/1992
- bieg na 800 m (hala) – 1:48,52 – Genua 29/02/1992